# Џудит Гап (Монтана)
Џудит Гап (енгл. Judith Gap) град је у америчкој савезној држави Монтана.

## Демографија
По попису из 2010. године број становника је 126, што је 38 (-23,2%) становника мање него 2000. године.
| Група             | 2000.       | 2010.       |
| Белци             | 150 (91,5%) | 121 (96,0%) |
| Афроамериканци    | 2 (1,2%)    | 1 (0,8%)    |
| Азијати           | 1 (0,6%)    | 3 (2,4%)    |
| Хиспаноамериканци | 0 (0,0%)    | 0 (0,0%)    |
| Укупно            | 164         | 126         |